# Сапково (Рязанская область)
Сапково — село в Рыбновском районе Рязанской области, входит в состав Пионерского сельского поселения.

## География
Село расположено в 4 км на юго-восток от центра поселения посёлка Пионерский и в 36 км на юго-запад от райцентра города Рыбное.

## История
Из приправочных книг известно, что в 1616 году в селе Сапково находилась деревянная церковь в честь святого Николая Чудотворца, впоследствии в 1757 году была построена деревянная церковь во имя Успения Пресвятой Богородицы с приделом Николаю Чудотворцу. Церковь не имела своего причта и была приписана к церкви села Ходяйново. В тридцатые годы 20-го века церковь в селе Сапково была уничтожена.
В XIX — начале XX века село входило в состав Токаревской волости Михайловского уезда Рязанской губернии. В 1905 году в селе было 98 дворов.
С 1929 года село являлось центром Сапковского сельсовета Больше-Коровинского района Рязанского округа Московской области, с 1937 года — в составе Рязанской области, с 1956 года — в составе Рыбновского района, с 2005 года — в составе Пионерского сельского поселения.

## Население
| 1859 | 1897 | 1906 | 2010 |
| ---- | ---- | ---- | ---- |
| 352  | ↗613 | ↗733 | ↘6   |

## Достопримечательности
В селе имеется деревянная Церковь Николая Чудотворца (2011).